# 盐阜苏中战役
盐阜苏中战役，中国亦称盐阜苏中反“扫荡”作战，是中国抗日战争中中日双方发生的战役。期间新四军击毁汽艇50余艘。